# 田横岛
田横岛是中华人民共和国山东省青岛市即墨区田横镇南部的黄海上一小岛。因傳說秦末齐王田横被漢高祖劉邦部下韓信打敗後藏身此島，最後自殺而得名。1990年代后开发为旅游度假区。該島總面積1.46平方千米，海岸線長8千米。